# Karim Rissouli
Karim Rissouli, né le 5 août 1981 à Angers, est un journaliste français.

## Biographie
Karim Rissouli est né d'un père marocain, arrivé en France en 1970 et d'une mère française. Ses parents exercent la profession de travailleur social.
Passionné de football, il intègre durant son adolescence le centre de formation du SCO d'Angers.
Il est père de trois enfants.

## Carrière journalistique
Très tôt, il développe un goût pour le journalisme et publie ses premiers magazines avec des camarades tandis qu'il est accepté au concours d'entrée à l'École des hautes études en sciences de l'information et de la communication - Celsa de la Sorbonne où il effectue sa formation de journaliste, après avoir suivi des études de droit à Angers.

### Europe 1
Lauréat de la bourse Lauga-Delmas, il intègre en 2005 la station Europe 1. Il couvre notamment l'action de Nicolas Sarkozy au ministère de l'Intérieur puis la campagne présidentielle de 2007 de Ségolène Royal,.

### Canal+ (2013-2015)
En 2009, il intègre l'émission politique Dimanche + d'Anne-Sophie Lapix comme reporter.
À la rentrée 2013, il est chroniqueur dans Le Grand Journal sur Canal+.

### France 2 (2015-2016)
Il quitte la chaîne cryptée à l'été 2015 pour rejoindre l'émission Des paroles et des actes sur France 2 présentée par David Pujadas.

### France 5 (depuis 2016)
De 2016 à 2022, il présente la nouvelle formule de C politique chaque dimanche à 18h30 sur France 5.
Depuis janvier 2021, il présente l'émission C ce soir sur France 5. Un rendez-vous consacré au débat d'idées produit par Renaud Le Van Kim.
De 2023 à 2024, il présente aussi l'émission En société sur France 5 tous les dimanches à 18h40. En septembre 2024, il quitte la présentation de l'émission, mais continue de la superviser en tant que producteur.

## Engagements
Au début des années 2000, Karim Rissouli rejoint l’association Al Kamandjâti du musicien palestinien Ramzi Aburedwan (pour l'enseignement musical aux enfants défavorisés de Palestine), dont il occupe alors le poste de vice-président. Le film documentaire It’s not a gun (2006), de Pierre-Nicolas Durand et Hélèna Cotinier, retrace le parcours de l'association d’août 2003 à août 2005.
Karim Rissouli est parrain de l'association ViensVoirMonTaf, qui aide les jeunes défavorisés issus des quartiers populaires à trouver un stage de qualité. Il donne également des cours de découverte des médias dans un collège REP du nord de Paris.

## Publications
- Karim Rissouli et Antonin André (d), Hold-uPS, arnaques et trahisons, Paris, éditions du Moment, 10 septembre 2009, 179 p. (ISBN 978-2-35417-063-9 et 2-35417-063-7)
- Karim Rissouli et Antonin André, L'Homme qui ne devait pas être président, Paris, éditions Albin Michel, 11 mai 2012, 240 p. (ISBN 978-2-226-24021-7 et 2-226-24021-7)
- Karim Rissouli et Antonin André, Conversations privées avec le Président, Paris, éditions Albin Michel, 17 août 2016, 320 p. (ISBN 978-2-226-32504-4 et 2-226-32504-2)